# خوب، بد، جلف ۲: ارتش سری
خوب، بد، جلف ۲: ارتش سری فیلمی در ژانر کمدی به نویسندگی و  کارگردانی پیمان قاسم‌خانی و تهیه‌کنندگی محسن چگینی محصول سال ۱۳۹۸ است و دومین قسمت از فیلم خوب، بد، جلف است. این فیلم ادامه قسمت اول خوب، بد، جلف است. این فیلم برای اولین بار در سی و هشتمین دوره جشنواره فیلم فجر به نمایش گذاشته شد.

## داستان
یک گروه تروریستی آمریکایی برای نفوذ به تأسیسات امنیتی در قالب تیم فیلم‌سازی وارد ایران می‌شوند و از سام درخشانی و پژمان جمشیدی به عنوان بازیگر جهت پوشش خود استفاده می‌کند…

## بازیگران
- سام درخشانی خودش
- پژمان جمشیدی خودش
- حامد کمیلی فربد
- ریحانه پارسا آناهیتا
- فرهاد آئیش  دکتر(خلافکار
- گوهر خیراندیش منیر بشارتی
- ستاره پسیانی مژده
- مارال فرجاد
- علی اوجی خودش
- شکیب شجره آصف خان

## دنباله فیلم
این فیلم قرار بود سریال شبکه نمایش خانگی شود اما به فیلم ۱۳۱ دقیقه‌ای تبدیل شد و به دلیل طولانی بودن زمان فیلم بقیه داستان در قالب سریال ۱۳ قسمتی در شبکه نمایش خانگی با عنوان خوب، بد، جلف: رادیواکتیو ساخته شد.